# Cassida nilgiriensis
Cassida nilgiriensis es un coleóptero de la familia Chrysomelidae.
Fue descrita científicamente en 1991 por Borowiec & Takizawa.